# Ephraim Kalorib
Ephraim Kalorib (13 maggio 1970) è un ex calciatore vanuatuano, di ruolo difensore.

## Carriera

### Club
In carriera ha giocato complessivamente 6 partite in OFC Champions League.

### Nazionale
Ha debuttato in Nazionale nel 1996. Ha partecipato, con la Nazionale, alla Coppa delle nazioni oceaniane 2008. Ha collezionato in totale, con la maglia della Nazionale, tre presenze.